# 도요오카정 (오이타현)
도요오카정 (도요오카마치)(豊岡町)은 오이타현 하야미군에 존재했던 정이다. 현재의 히지정의 서부에 해당한다.

## 역사
- 1889년 4월 1일 - 정촌제 시행에 의해 도요오카촌이 성립하였다.
- 1898년 3월 29일 - 정으로 승격해 도요오카정이 되었다.
- 1954년 3월 31일 - 히지정·후지와라촌·오가미촌·가와사키촌과 합병해 히지정이 신설하여, 동일 도요오카정은 폐지되었다.

## 교통

### 철도
- 일본국유철도
  - 닛포 본선

### 도로
- 국도 제10호선
- 국도 제213호선

## 참고문헌
- 角川日本地名大辞典編纂委員会編『角川日本地名大辞典 44 大分県』角川書店、1980年1月